# Голубое, как Чёрное море
«Голубое, как Чёрное море» (пол. Niebieskie jak Morze Czarne) — польский художественный фильм, комедия 1971 года. Премьера состоялась лишь в 1973 году.

## Сюжет
Группа директоров организованная под названием «молодёжная экскурсия» едет автобусом в Болгарию. Экскурсию директоров сопровождает студент киношколы, которая документирует происшествия на кинематографической ленте.

## В ролях
- Мариан Коциняк — Адам, студент киношколы
- Вацлав Ковальский — директор
- Здзислав Маклякевич — директор
- Юзеф Новак — директор
- Анджей Щепковский — директор
- Владислав Ханьча — директор
- Веслав Михниковский — директор
- Лех Ордон — директор
- Бронислав Павлик — директор
- Тадеуш Плюциньский — директор
- Кшиштоф Кесьлёвский —  респондент анкеты о директорах
- Ян Кобушевский — артист кабаре
- Веслав Голас — артист кабаре
- Эдвард Дзевоньский — артист кабаре
- Цезары Юльский — отец на пляже
- Томаш Заливский — комендант лагеря
- Эва Далковская — отдыхающая в лагере
- Пётр Гарлицкий — отдыхающий в лагере
- Анджей Василевич
- Ежи Смык и др.